# Принцип космической цензуры

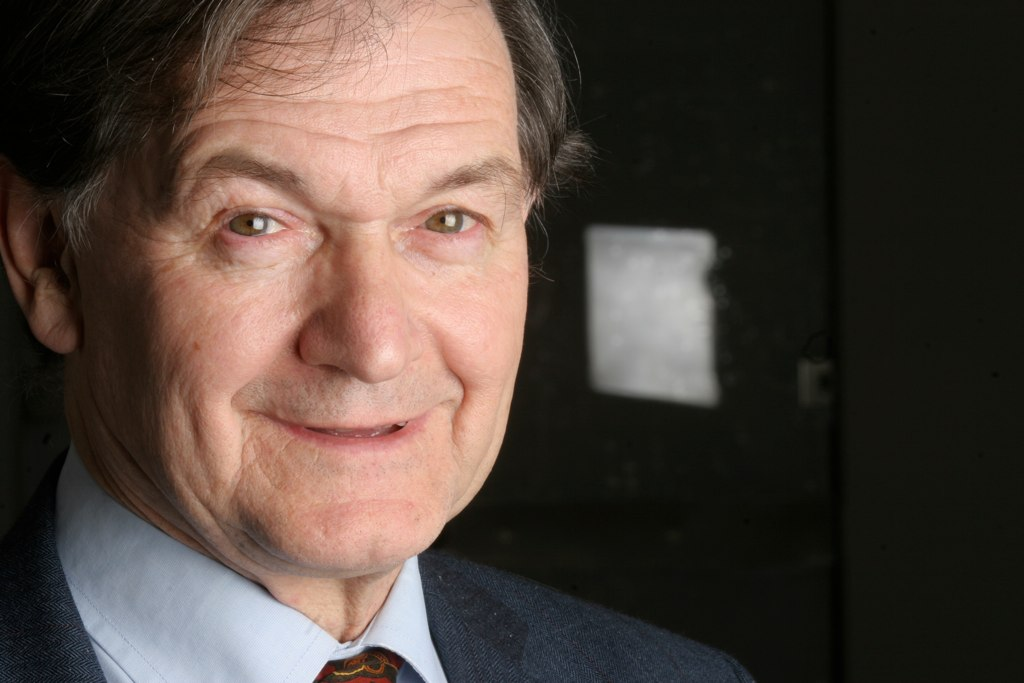
Роджер Пенроуз

Принцип «космической цензуры» был сформулирован в 1970 году Роджером Пенроузом в следующей образной форме: «Природа не терпит голой сингулярности». Он гласит, что сингулярности пространства-времени появляются в таких местах, которые, подобно внутренним областям чёрных дыр, скрыты от наблюдателей. Близким, хотя и отличным от этого понятием является топологическая цензура.
До осени 2017 года были основания сомневаться в его абсолютной правильности (например, коллапс пылевого облака с большим угловым моментом приводит к «голой сингулярности», но неизвестно, стабильно ли это решение уравнений Эйнштейна относительно малых возмущений начальных данных). В своей работе, опубликованной в октябре 2017 года, математики Михалис Дафермос и Джонатан Лак доказали, что сильная форма космической цензуры, относящаяся к странной структуре чёрных дыр, неверна.
Формулировка Пенроуза (сильная форма космической цензуры) предполагает, что пространство-время в целом является глобально гиперболическим.
Позднее Стивен Хокинг предложил другую формулировку (слабую форму космической цензуры), где предполагается только глобальная гиперболичность «будущего» компонента пространства-времени.